# مقاطعة كاليدونيا (فيرمونت)
مقاطعة كاليدونيا هي مقاطعة في فيرمونت، بلغ عدد سكانها 31٬227  نسمة، في 2010، عاصمتها سانت جوهانسبوري، تبلغ مساحتها 1٬703 كيلومتر مربع.

## الموقع
تشترك في الحدود مع:
- مقاطعة أورليانز (فيرمونت)[6]
- مقاطعة واشنطن (فيرمونت)[6]
- مقاطعة أورانج (فيرمونت)[6]
- مقاطعة غرافتون
- مقاطعة إسيكس (فيرمونت)[6]
- مقاطعة لامويل (فيرمونت).[6]

## التقسيمات الإدارية
- بارنيت[7]
- بورك[7]
- دانفيل[7]
- غروتون[7]
- هاردويك[7]
- كيربي[7]
- ليندون[7]
- نيوارك[7]
- بيتشام[7]
- ريغيت[7]
- شيفيلد[7]
- سانت جوهانسبوري[7]
- ستانارد[7]
- ساتون[7]
- والدن[7]
- ووترفورد[7]
- ويلوك.[7]